# Municipio de Washington (condado de Franklin, Pensilvania)
El municipio de Washington (en inglés: Washington Township) es un municipio ubicado en el condado de Franklin en el estado estadounidense de Pensilvania. En el año 2000 tenía una población de 11.559 habitantes y una densidad poblacional de 114.7 personas por km².

## Geografía
El municipio de Washington se encuentra ubicado en las coordenadas 39°46′00″N 77°37′59″O / 39.76667, -77.63306.

## Demografía
Según la Oficina del Censo en 2000 los ingresos medios por hogar en la localidad eran de $45,165 y los ingresos medios por familia eran de $51,791. Los hombres tenían unos ingresos medios de $36,255 frente a los $25,192 para las mujeres. La renta per cápita de la localidad era de $20,673. Alrededor del 3,9% de la población estaba por debajo del umbral de pobreza.